# 월랜더
《월랜더》(영어: Wallander)는 2008년 11월 30일부터 2016년 6월 5일까지 BBC One에서 방영한 영국의 범죄 드라마이다. 헨닝 망켈의 쿠르트 발렌더 소설 시리즈를 원작으로 한다.

## 출연진
- 케네스 브래나 - 커트 월랜더 역
- 톰 히들스턴
- 리처드 매케이브
- 데이비드 워너